# Frédéric Lecomte-Dieu
 (janvier 2014).
 (octobre 2019).
Frédéric Lecomte-Dieu (né en 1964) est un biographe et écrivain spécialisé dans l'histoire des États-Unis. Il est l'un des biographes de la famille Kennedy,.

## Biographie
Il quitte le cinéma pour le groupe Publicis où il est nommé directeur des relations presse relations publiques à Beverly Publicis Étoiles. Parmi ses clients, il travaille en 1991 pour les Floralies Internationales de Bordeaux et collabore avec le député-maire de Bordeaux Jacques Chaban-Delmas.
En 1997, pour le 50ème anniversaire du Festival International du Film de Cannes, il est responsable d'une grande part des événements.
Le Sénateur Edward Moore Kennedy est informé des recherches de Frédéric Lecomte-Dieu en vue de l'exposition Kennedy le rêve américain. Celle ci sera présentée dès le 6 juin 1998 au siège de l'Unesco avec le soutien de la famille Kennedy, des archives Kennedy de Boston, des 184 pays États-Membres de l'Unesco, de l'Ambassade des États-Unis à Paris et de la Commission Nationale Française de l’Unesco. Ted Kennedy, Jacques Lowe, Arthur Schlesinger Jr l'aident dans ce travail. Robert Kennedy Jr l’inaugure en compagnie de l’Ambassadeur des États-Unis d’Amérique, Felix Rohatyn, et de nombreuses personnalités du monde diplomatique, culturel et politique. 35.000 visiteurs sur trois semaines découvrent son premier hommage. Madame Figaro et VSD consacrent leur Une à celui-ci. À cette occasion, Robert Kennedy Jr reçoit la médaille de la Liberté de l’Unesco des mains du Directeur général.
En 2001, il présente Génération Kennedy à l'espace culturel de la Fnac de Monaco et au Metropole Shopping Center de Monaco avec le soutien de Pierre Salinger, d'Albert II Prince de Monaco et du Consul des États-Unis de Marseille.
En 2002, il organise une exposition Les 100 rencontres de légende avec la participation de Hugh Grant qui fait la couverture du catalogue, Harrison Ford, Bryan Ferry. Cette exposition itinérante dans les Fnac de France rend hommage aux victimes du 11 septembre 2001.
En 2008, Kennedy la Nouvelle Frontière, sa nouvelle exposition composée de 100 photographies, est présentée dans les aéroports de Tanger, de Casablanca et de Marrakech avec le soutien officiel de l'Office National des Aéroports du Maroc, de l'Ambassade des États-Unis du Maroc et de la Chambre de Commerce américaine.
En juin de la même année, il est invité à participer à l'émission de France 2 Un jour / Un Destin consacrée à Jacqueline Kennedy aux côtés entre autres de Philippe Labro.
En 2009 et 2010, l'exposition Kennedy, le rêve américain est présentée à Bruxelles avec la visite privée dans le Limbourg du Premier ministre belge, Herman Van Rompuy. L'exposition est présentée entre autres à Tour et Taxis à Bruxelles.
Il co-produit en septembre 2009 l'exposition Miro, au-delà de la peinture qui se tiendra durant un peu plus de 3 mois au Château de Waroux en Belgique,.
En 2012, il remporte le concours pour rédiger l’ouvrage du 125e anniversaire du Royal Antwerp Golf Club.
Toujours en 2012, pour saluer la victoire de Tiger Woods, il rédige un papier Dis-moi, Tiger, à quoi cela sert-il de tomber? pour le magazine Le Point.
En 2013, il est l’auteur de la biographie Marais & Cocteau, la chance était au rendez-vous, préfacée par le filleul de Jean Cocteau, Jean-Pierre Dermit. Il reçoit des États-Unis le soutien de George Reich avant sa disparition le 4 mai 2013. Cette biographie sort le 10 juin et est suivie d’une exposition de 100 photographies légendées par ses soins et présentée en Europe à Menton, à Biot et à Waterloo. Frédéric Lecomte-Dieu fait partie des invités du Festival du Film Romantique de Cabourg pour y animer une conférence sur Jean Marais le 15 juin.
En octobre 2013, il conçoit Kennedy, le temps du souvenir pour le 50ème anniversaire de la disparition du Président John F. Kennedy.
Il rédige ses propres conclusions sur l'assassinat du Président : son ouvrage Kennedy - La vérité sur le clan, préfacé par Frederik Vreeland, ex-membre de la sécurité nationale des États-Unis, Ambassadeur des États-Unis d’Amérique et membre de la Sécurité Nationale durant la Présidence de Kennedy en 1963, est paru en novembre. Il est l’auteur également  de La saga des présidents américains, ouvrage de 400 pages qui raconte l’histoire passionnante de la Maison Blanche et de ses occupants.
Il enchaîne avec Les légendes du Golf, préfacé par Jean Garaialde. Le livre de plus de 400 pages présente les portraits de Tom Morris Sr., Harry Vardon, Ted Ray, Fred Couples, Tiger Woods, Ian Poulter… L’épilogue est signé par Catherine Lacoste, détentrice de l’U.S. Open de 1967.
En coproduction, il présente une exposition présentée à Paris du 18 octobre au 30 novembre 2013 : Kennedy, le temps du souvenir, soutenue par la Ville de Paris, l’Express, BFM TV et le journal Le Parisien. Philippe Labro, spécialiste des Kennedy, le félicite dans ses colonnes pour ce travail iconographique et rédactionnel. Le comédien Francis Huster, passionné des Kennedy, obtient de sa part une visite privée.
En août 2014, il rend hommage à Charles Lindbergh à travers 100 photographies et lettres originales.
L'exposition Robert Kennedy, le destin manqué de l’Amérique, est présentée au Touquet du 1er septembre au 30 novembre 2014. À cette occasion, il reçoit par le Musée de Boston le modèle du Rocking-chair du Président Kennedy,.
Le 15 octobre 2014, son exposition Victoires! est inaugurée au Musée national du Sport de Nice par Patrick Kanner, Ministre de la Ville, de la Jeunesse et des Sports, Thierry Braillard, Secrétaire d'État chargé des Sports, Christian Estrosi, Député-Maire de Nice et Président de la métropole Nice Côte d'Azur, en présence de Michel Vauzelle, Président de la Région PACA et Eric Ciotti, Président du Conseil général des Alpes-Maritimes.
En février et mars 2015, la ville de Valenciennes rend hommage au Président Kennedy à travers une exposition présentée à l'Hôtel de ville.
Le 13 mars 2015, Nancy Vande Velde, sa jeune compagne et mère de leur enfant William, décède d'un cancer foudroyant. Durant l'été, Frédéric Lecomte-Dieu monte sur scène pour un unique One Man Show en sa mémoire, Mon Amérique à moi, interprétant pendant deux heures des personnalités américaines : Richard Nixon, Howard Hughes, Francis Scott Fitzgerald, Robert Kennedy, Martin Luther King... et chantant Frank Sinatra et Dean Martin au Palais des Congrès du Touquet Paris Plage. Son exposition Grace Kelly, l'Ange de l'Amérique est présentée sur les places de la station avec la venue exceptionnelle d'Albert II, Prince de Monaco,,,,.
Il présente au Metropole Shopping Center Monte Carlo Steve McQueen et James Dean du 27 avril au 25 mai 2015 avec la visite privée de Albert II, Prince de Monaco.
Du 3 juillet au 2 septembre 2015, il propose l'exposition Elle s'appelait Jackie! à la galerie Joseph Thorigny à Paris.
En janvier 2017, il fait la promotion dans la presse nationale du long métrage Jackie interprétée par Natalie Portman.
Le dimanche 22 janvier 2017, Laurent Delahousse salue son travail dans le 13-15 de France 2 à l'occasion du reportage Dallas le fantôme de JFK,.
Le 5 mars 2017, il reçoit des mains du maire de Beausoleil la médaille de la ville pour saluer ses actions en faveur des échanges culturels entre la France et les États-Unis. Son exposition Les Présidents des Etats-Unis y est proposée avec le soutien des différents musées des Présidents tels que celui de Richard Nixon, William Jefferson Clinton, Lyndon B. Johnson.
Le 12 septembre 2017, il participe à New York à la soirée organisée au profit de la Fondation Unitas en présence de la presse américaine et de nombreuses personnalités du cinéma, de la mode, de la musique et du monde politique.

## Œuvres
- 2013 Les Kennedy - La vérité sur le clan - Éditions Jourdan  (ISBN 978-2-874-66293-5)
- 2013 Les légendes du Golf - Éditions Jourdan  (ISBN 978-2-874-66264-5)
- 2013 La saga des Présidents US - Éditions Jourdan  (ISBN 978-2-874-66267-6)
- 2013 Marais & Cocteau - Éditions Jourdan  (ISBN 978-2-874-66272-0)
- 2012 Jacqueline Bouvier Kennedy - Un autre visage - Archipel  (ISBN 978-2-841-87714-0)
- 2010 Kennedy - Au cœur de l'Amérique - Timée Éditions  (ISBN 978-2-35401-241-0)
- 2010 John F. Kennedy - Le mythe américain - Timée Éditions  (ISBN 978-2-354-01256-4)
- 2009 Kennedy - Le rêve de l'Amérique - Renaissance du Livre  (ISBN 978-2-507-00181-0)
- 2009 Jackie et l'Amérique des Kennedy - Timée Éditions  (ISBN 978-2-354-01183-3)
- 2008 Robert Kennedy - L'élan brisé - Timée Éditions  (ISBN 978-2-354-01056-0)
- 2007 John F. Kennedy - Le rêve inachevé - Timée Éditions  (ISBN 978-2-354-01003-4)
- 2003 John & Robert Kennedy - L'autre destin de l'Amérique, préface de Pierre Salinger, Félix Rohatyn, Ambassadeur des États-Unis en France et Arthur Schlesinger Jr, Prix Pulitzer - Équinoxe  (ISBN 978-2-841-35400-9)
- 2002 L'Optimum - 100 rencontres de légende - Équinoxe  (ISBN 978-2-841-35348-4)
- 2001 Génération Kennedy - ASA Éditions  (ISBN 978-2-911-58980-5)
- 2001 Aux trousses de Cary Grant - ASA Éditions  (ISBN 978-2-911-58979-9)
- 2001 L'Affaire Steve McQueen - ASA Éditions  (ISBN 978-2-911-58991-1)